# Herminia fumosa
Herminia fumosa är en fjärilsart som beskrevs av Butler 1879. Herminia fumosa ingår i släktet Herminia och familjen nattflyn. Inga underarter finns listade i Catalogue of Life.